# Gillis Amia
Gillis Amia - dyplomata holenderski. Od roku 1680 był konsulem republiki Zjednoczonych Prowincji w hiszpańskim Kadyksie. Pełnił tę funkcję jeszcze 1702, mimo rozpoczęcia wojny przeciw Hiszpanom w 1701. Nic więcej nie wiadomo o tej tajemniczej postaci. Mógł być holenderskim szpiegiem.